# Miguel Xavier dos Mártires Dias
Miguel Xavier dos Mártires Dias (* 1896 in Sarzora, Goa, Portugiesisch-Indien; † 14. Juni 1933 in Portugiesisch-Timor) war ein portugiesisch-indischer Offizier und Kolonialverwalter.
Am 23. März 1933 übernahm Dias als „von der Regierung beauftragt“ (portugiesisch encarregado do governo) die Amtsführung des Postens des Gouverneurs der Kolonie Portugiesisch-Timor von Gouverneur António Baptista Justo. Dias starb aber am 14. Juni desselben Jahres und wurde durch José Luís Fontoura de Sequeira als Interimsgouverneur ersetzt.